# Abryna mindanaoensis
Abryna mindanaoensis là một loài bọ cánh cứng trong họ Cerambycidae.